# Premi Flaiano 2022
La 49ª edizione dei premi Flaiano ha avuto luogo il 2 e 3 luglio 2022 a Pescara presso il Teatro monumento Gabriele D'Annunzio. 
La cerimonia è stata trasmessa in diretta su Rete8, in replica nazionale su Rai 3, con la conduzione di Martina Riva. Durante le serate di premiazione, l'Associazione Culturale Ennio Flaiano ha assegnato la statuetta del Pegaso d'oro a personalità che nel corso della precedente stagione culturale si sono distinte in ambito letterario, cinematografico, teatrale, televisivo e radiofonico.
La rassegna cinematografica collaterale si è svolta dal 27 giugno al 1º luglio 2022, inaugurata alla presenza di Riccardo Milani, direttore artistico del festival. Ghiaccio di Alessio De Leonardis e Fabrizio Moro è stato proiettato come film d'apertura.

## Vincitori

### Letteratura

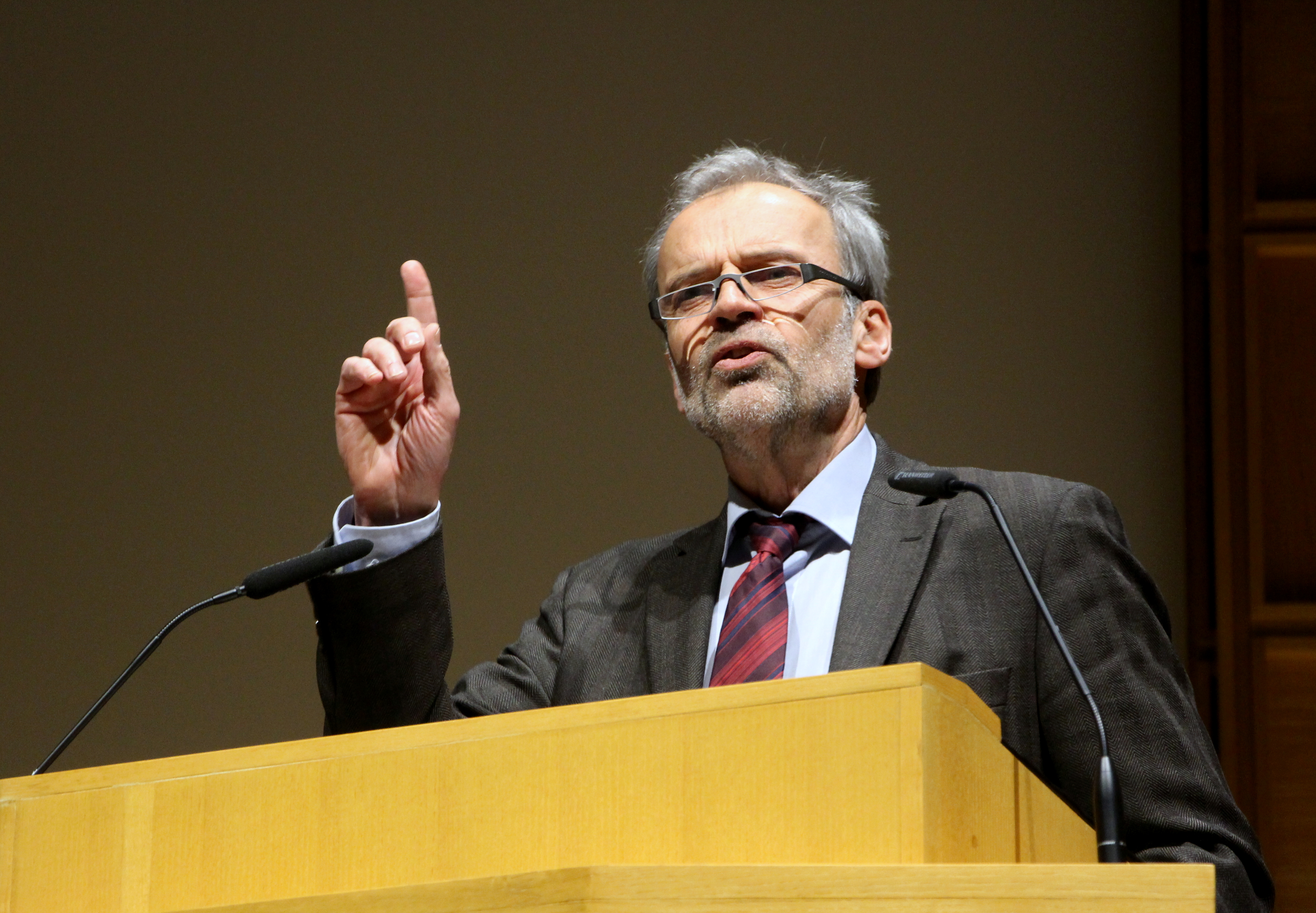
Horst Bredekamp, vincitore del premio di italianistica

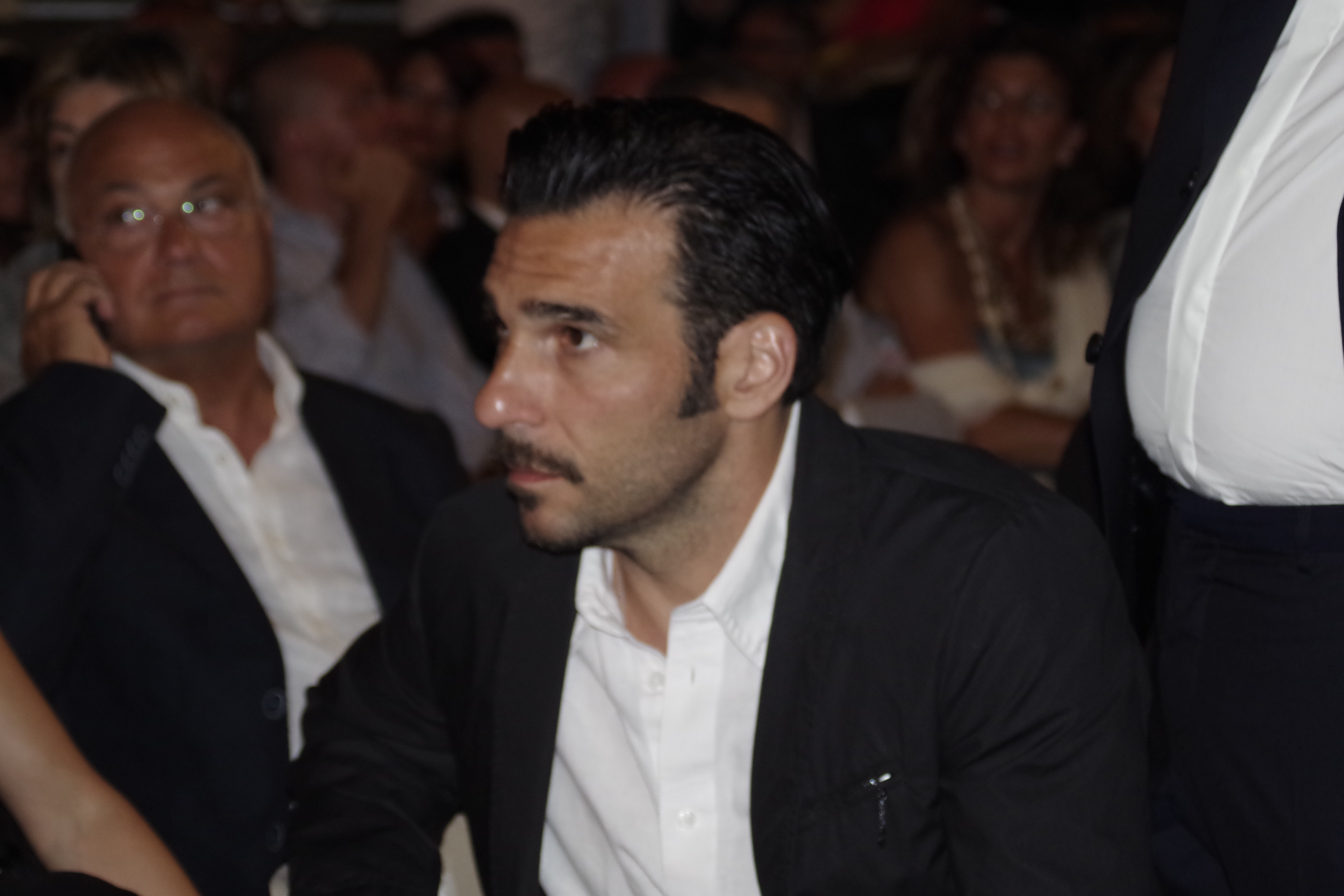
Edoardo Leo, vincitore del premio di cinema per la regia

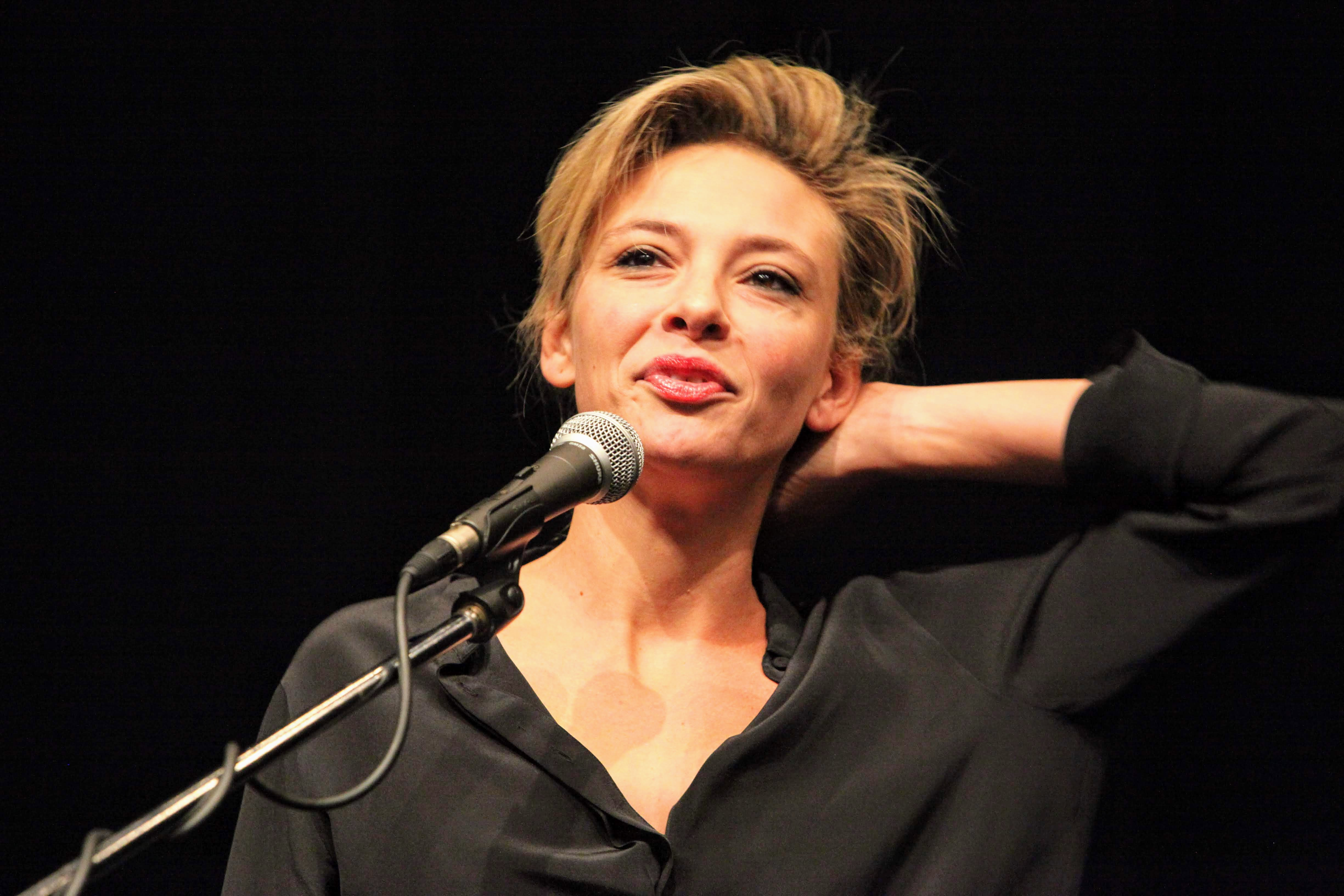
Jasmine Trinca, vincitrice del premio di cinema per l'interpretazione

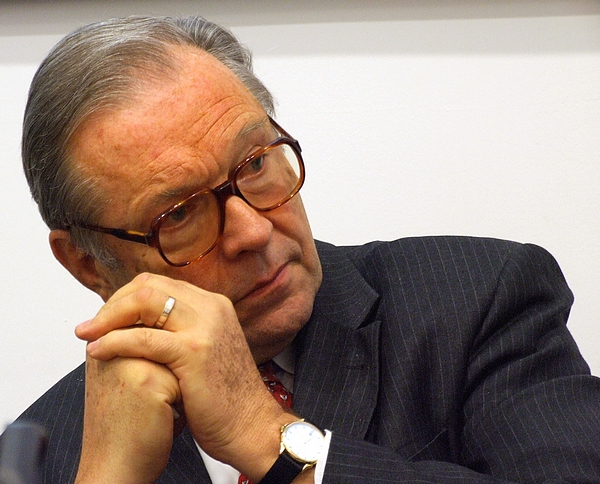
Krzysztof Zanussi, vincitore del premio di teatro per la regia

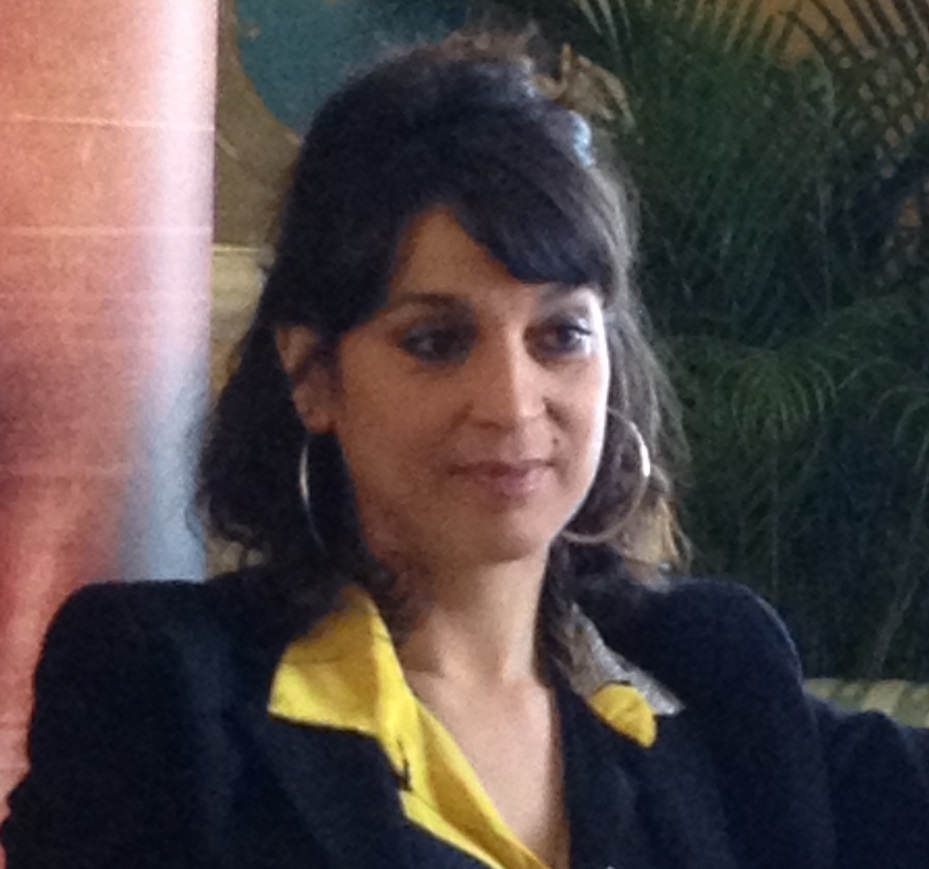
Donatella Finocchiaro, vincitrice del premio di teatro per l'interpretazione

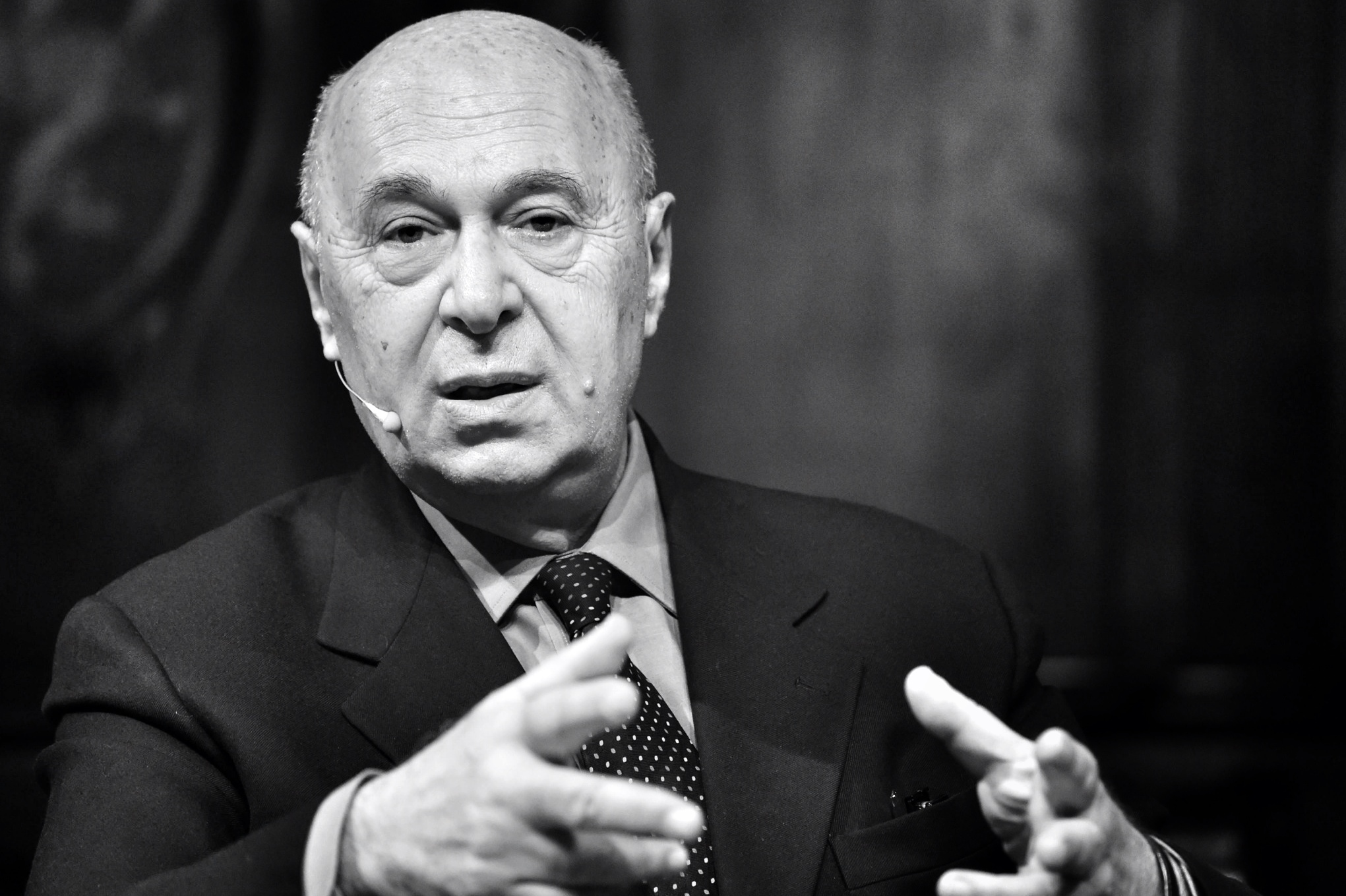
Paolo Mieli, vincitore del premio per il programma culturale

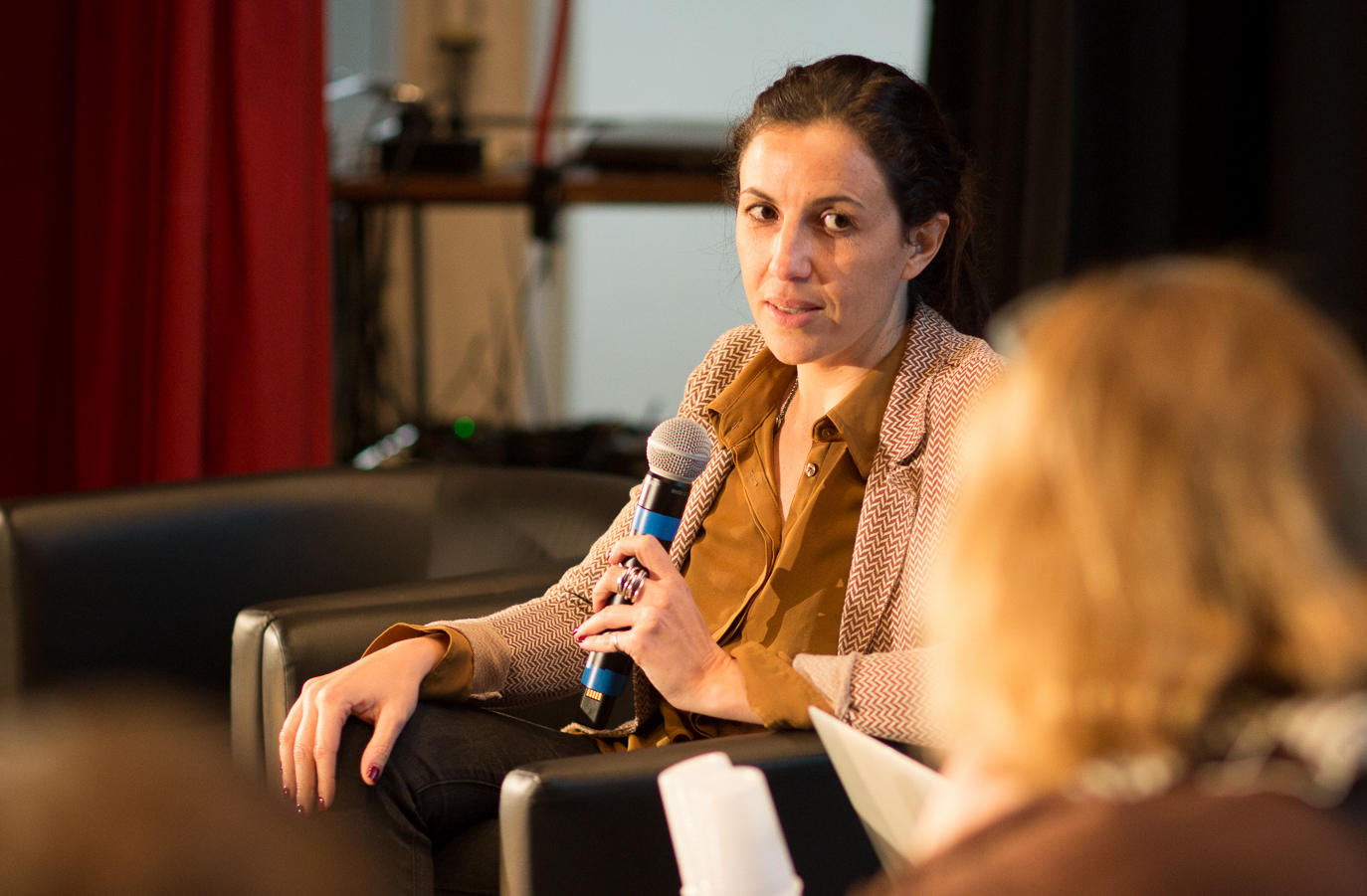
Stefania Battistini, vincitrice del premio per il giornalismo

- Premio per la narrativa: Daniele Mencarelli per Sempre tornare (Mondadori)
- Premio per la narrativa (giovani): Angela Bubba per Elsa (Ponte alle Grazie)
- Premio internazionale di italianistica: Horst Bredekamp per Michelangelo (Germania), Athanasia Drakouli per Isac. Rapresentation (Grecia), Maxi Manzo per El Vestido de Dora (Argentina), Theresia Prammer per Pier Paolo Pasolini. Nach meinem Tod zu veröffentlichen (Germania)
- Premio internazionale alla carriera: Valérie Perrin
- Premio speciale per la cultura: Daniela Di Fiore, Lucio Fumo
- Premio speciale: Carlo Verdone per La carezza della memoria (Bompiani)

### Cinema
- Premio per il film: Giuseppe Bonito per L'arminuta
- Premio per la regia: Edoardo Leo per Lasciarsi un giorno a Roma
- Premio per l'interpretazione femminile: Jasmine Trinca per Supereroi
- Premio per l'interpretazione maschile: Antonio Albanese per Come un gatto in tangenziale - Ritorno a Coccia di Morto, ex æquo con Massimiliano Gallo per Il silenzio grande
- Premio per la sceneggiatura: Bruno Oliviero e Valia Santella per Ariaferma
- Premio per l'opera prima: Laura Samani per Piccolo corpo
- Premio per il documentario: Giuseppe Tornatore per Ennio
- Premio per i costumi: Massimo Cantini Parrini per Cyrano
- Premio della giuria: Stefano Accorsi per Marilyn ha gli occhi neri
- Premio speciale: Ugo Tognazzi

### Teatro
- Premio per la regia: Krzysztof Zanussi per L'odore
- Premio per l'interpretazione femminile: Donatella Finocchiaro per Il filo di mezzogiorno
- Premio per l'interpretazione maschile: Emanuele Salce per Diario di un inadeguato
- Premio per il musical: Gianluca Guidi per Aggiungi un posto a tavola
- Premio alla carriera: Pier Luigi Pizzi

### Televisione e radio
- Premio per la regia: Daniele Luchetti per L'amica geniale
- Premio per l'interpretazione femminile: Anna Ferzetti per Le fate ignoranti
- Premio per l'interpretazione maschile: Fabrizio Bentivoglio per Monterossi, ex æquo con Phaim Bhuiyan per Bangla
- Premio per la sceneggiatura: Guido Maria Brera per Diavoli
- Premio per il programma culturale: Paolo Mieli per Passato e presente (Rai3)
- Premio per il giornalismo: Stefania Battistini (TG1), Francesca Mannocchi (TG LA7)

## Giurie
Vengono di seguito indicati i membri delle giurie tecniche, come stabilite dall'Associazione Culturale Ennio Flaiano.
Letteratura
- Fabio Bacà, scrittore
- Donatella Di Pietrantonio, scrittrice e giornalista
- Raffaele Manica, saggista
- Renato Minore, critico letterario e scrittore
- Maria Rosaria La Morgia, giornalista
- Raffaello Palumbo Mosca, docente universitario

Cinema
- Roberto Andò, regista e sceneggiatore
- Alessandro Bencivenni, sceneggiatore
- Valerio Caprara, critico cinematografico
- Laura Delli Colli, saggista
- Franco Mariotti, giornalista
- Paolo Mereghetti, critico cinematografico
- Giuliano Montaldo, regista e sceneggiatore

Teatro
- Giovanni Antonucci, drammaturgo
- Gianfranco Bartalotta, docente universitario
- Antonio Calenda, regista teatrale
- Masolino D'Amico, critico teatrale e scrittore
- Marco Patricelli, docente universitario

Televisione e giornalismo
- Roberto Balducci, giornalista
- Maria Cuffaro, giornalista
- Stefano Reali, regista e sceneggiatore
- Gabriella Simoni, giornalista
- Cinzia Terlizzi, giornalista
- Alessio Viola, giornalista

Italianistica
- Isabella Camera d'Afflitto, linguista e traduttrice
- Maria Concetta Costantini, docente e linguista
- Andrea Moro, linguista e scrittore
- Andrea Martino Raos, direttore dell'Istituto italiano di cultura di Washington D.C.